# آنا هاکوبیان (شطرنج‌باز)

آنا آرشالویسی هاکوبیان (ارمنی: Աննա Արշալույսի Հակոբյան؛ انگلیسی: Anna Hakobyan؛ زاده ۲۹ نوامبر ۱۹۴۹ - درگذشته ۱ ژوئن ۲۰۲۲) مترجم و شطرنج‌باز اهل ارمنستان بود که دارنده عنوان عنوان‌های فیده بود. 

## زندگی‌نامه
وی در۲۹ نوامبر ۱۹۴۹ در لنیناکان به دنیا آمد و از دانشگاه دولتی ایروان فارغ‌التحصیل گشت. وی مدرک دکتری علوم لغت‌شناسی داشت.  وی عضو اتحادیه نویسندگان ارمنستان بود.  وی در ۱ ژوئن ۲۰۲۲ در سن ۷۲ سالگی درگذشت.

## یادداشت
1. ↑  գիտությունների դոկտոր